# Daxenberger-Denkmal

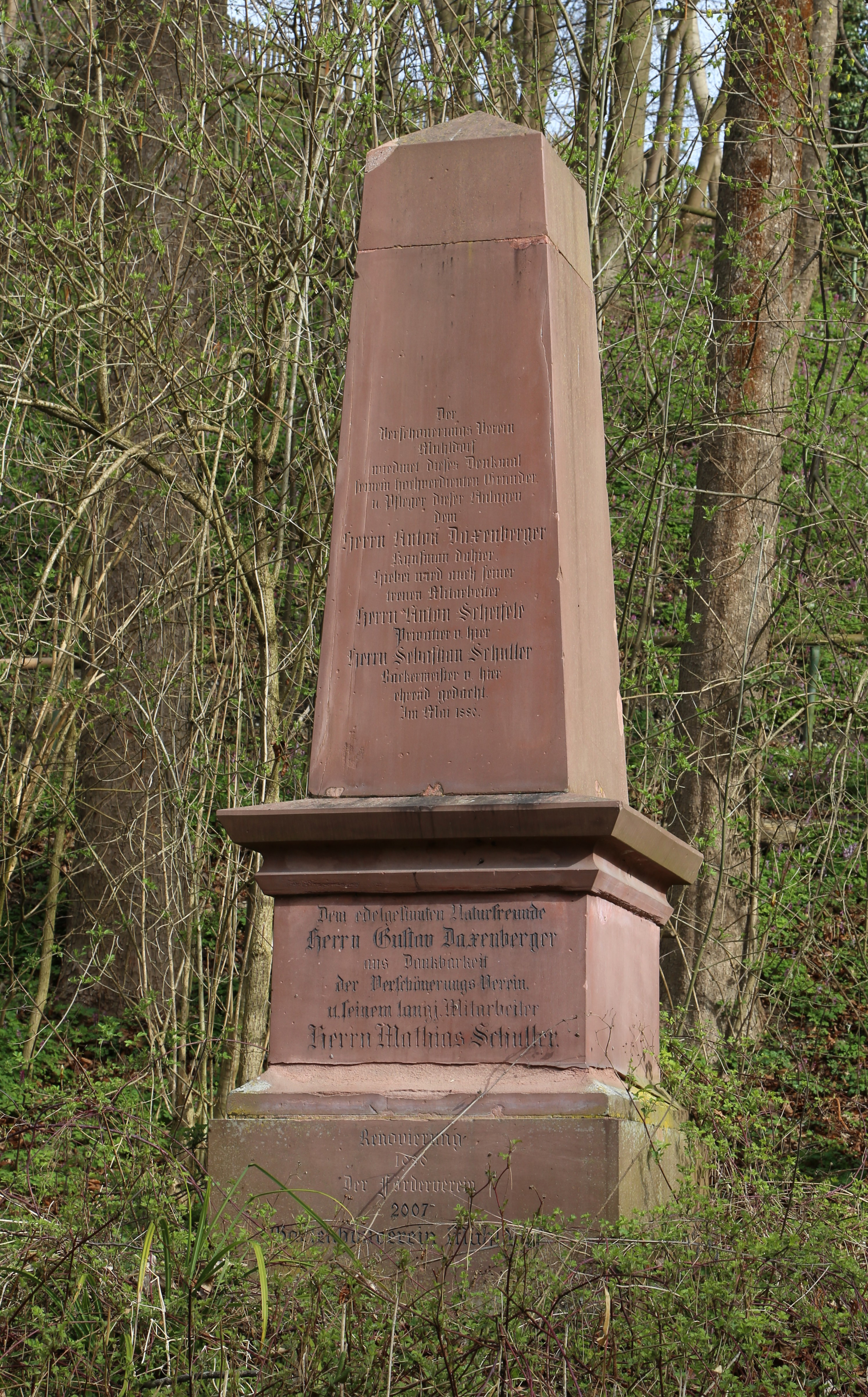
Daxenberger-Denkmal in Mühldorf am Inn

Das Daxenberger-Denkmal in Mühldorf am Inn, einer Stadt im oberbayerischen Landkreis Mühldorf am Inn, wurde 1880 errichtet. Das Denkmal  in der Nähe des Stadtberges bzw. Bahnhoffußweges ist ein geschütztes Baudenkmal. 

Der Obelisk aus rotem Sandstein mit flankierenden Bänken hat folgende Inschrift: 

„Der Verschönerungs Verein Mühldorf wiedmet dieses Denkmal seinem hochverdienten Gründer u. Pfleger dieser Anlagen dem Herrn Anton Daxenberger Kaufman dahier. Hirbei wird auch seiner treuen Mitarbeiter Herrn Anton Scheifele Privatier v. hier Herrn Sebastian Schuller Bäckermeister v. hier ehrend gedacht. Im Mai 1880.“

Auf dem Sockel steht: 

„Dem edelgesinnten Naturfreunde Herrn Gustav Daxenberger aus Dankbarkeit der Verschönerungs Verein u. seinem langj. Mitarbeiter Herrn Mathias Schuller.“

Anton Daxenberger (1806–1871) war vom 2. Oktober 1847 bis 1848 Mitglied des Bayerischen Landtages.